# Massiel
María de los Ángeles Félix Santamaría Espinosa (Madrid, 2 de agosto de 1947), mais conhecida como Massiel, é uma cantora espanhola. Venceu em 1968 o Festival eurovisão da canção. interpretando a canção "La, la, la", que obteve 29 pontos.

## Biografia
Massiel nasceu em Madrid a 2 de Agosto de 1947. Filha de pais asturianos, passou parte da sua infância entre Gijón e Oviedo. Seu pai era o promotor musical Emilio Santamaría Martín e sua mãe Concepción Espinosa Peñas. Seu pai era representante de, entre outros, Los Bravos, Los Brincos, Karina ou Miguel Ríos. O nome artístico pelo qual ela é conhecida foi dado a ela por sua professora de balé.

## Carreira
Sua primeira apresentação em público foi em 1966 interpretando em Madri a canção Di que no. Nesse mesmo ano participa dos festivais Festival das Rosas em Roma, e de Viña del Mar, no Chile, e de Mallorca, donde ganha o prêmio da crítica com o tema Rufo el pescador.
Em 1967 fez seus dois primeiros filmes, Vestida de novia e Codo con codo, e alcançou grande sucesso na Espanha e na América Latina com a música Rosas en el mar, escrita por Luis Eduardo Aute, da qual também interpretaria seu Hallelujah nº1. Algumas dessas canções foram consideradas por muitos como uma das primeiras canções de protesto ou "nova canção castelhana".
Massiel também começou uma carreira como atriz, atuou em muitos filmes e atuou em muitas peças de Brecht e Shakespeare na Espanha.
Em 2006 decide retirar-se para a vida privada mas isso não a impede de participar em vários eventos comemorativos ou de colaborar com outros cantores.

## Participação no Eurovisão
Em 1968, aos 21 anos, participou e venceu o Eurovision Song Contest no Royal Albert Hall, em Londres, com a música La, la, la, escrita pelo Dynamic Duo. Seu triunfo foi uma grande surpresa ao derrotar o favorito, o britânico Cliff Richard com a música "Congratulations".

## Vida pessoal
Massiel foi casada duas vezes, a primeira com o Dr. Luis Recatero, após sua separação precoce, ela teve um relacionamento com o político e jornalista Carlos Zayas, com quem nunca se casou porque então não houve divórcio e ela ainda era casada com Recatero. Com Carlos Zayas teve um filho único, Aitor Carlos, nascido em 1º de junho de 1977, e seu segundo e último casamento foi com o jornalista Pablo Lizcano 
Hoje em dia a cantora enfrenta um dos momentos mais difíceis de sua vida devido a uma doença ocular degenerativa e incurável.

## Discografia

### Álbuns
- 1967 Massiel (LP)
- 1969 Canciones de la película "Cantando a la vida" / Massiel en Beatleland
- 1970 Massiel en México
- 1972 Baladas y canciones de Bertolt Brecht
- 1975 Viva...
- 1976 Carabina 30-30
- 1977 Alienación
- 1979 Massiel en México
- 1981 Tiempos difíciles
- 1983 Corazón de hierro
- 1984 Sola en libertad
- 1985 Massiel en des... concierto (directo Teatro Alcalá)
- 1986 Desde dentro
- 1990 Deslizes
- 1993 Cheque en blanco
- 1997 Desátame
- 1997 Vivencias (México)
- 2007 Massiel canta Bertolt Brecht (reedición)